# Duc de Bragança

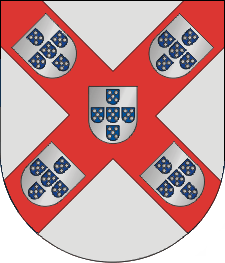
Escut d'Armes de la Casa Bragança

El Ducat de Bragança fou creat el 1442 pel rei Alfons V de Portugal per al seu oncle Alfons de Bragança, comte de Barcelos i fill natural del rei Joan I de Portugal.
El títol del duc de Bragança és un dels més importants de la família reial portuguesa. A l'ascensió al tron reial portuguès de la Dinastia Bragança el 1640, gràcies a Joan IV de Portugal, s'instaurà aquest títol per a l'hereu de la Corona. A aquest títol s'hi uní juntament, o alternativament, el títol de príncep de Beira o el de príncep del Brasil. Després de la implantació de la República portuguesa el 5 d'octubre de 1910 la tradició va mantenir-se en els pretendents al tron.
La importància del títol és tal que els seus posseïdors tenen els seus noms numerats com els dels propis reis.

## Llista de ducs de Bragança
1. 1442-1461: Alfons I de Bragança, fill il·legítim de Joan I de Portugal
2. 1461-1478: Ferran I de Bragança, fill de l'anterior i governador de Ceuta
3. 1478-1483: Ferran II de Bragança, fill de l'anterior
4. 1500-1532: Jaume I de Bragança, fill de l'anterior
5. 1532-1563: Teodosi I de Bragança, fill de l'anterior
6. 1563-1583: Joan I de Bragança, fill de l'anterior
7. 1583-1630: Teodosi II de Bragança, fill de l'anterior
8. 1630-1645: Joan II de Bragança, fill de l'anterior i coronat rei de Portugal el 1640 com a Joan IV de Portugal
9. 1645-1653: Teodosi III de Bragança, fill de l'anterior
10. 1653-1656: Alfons II de Bragança, germà de l'anterior i rei de Portugal
11. 1689-1750: Joan III de Bragança, nebot de l'anterior i rei de Portugal
12. 1750-1777: Josep I de Bragança, fill de l'anterior i rei de Portugal
13. 1777-1816: Maria I de Bragança, filla de l'anterior i reina de Portugal
14. 1761-1788: Josep II de Bragança, fill de l'anterior
15. 1788-1826: Joan IV de Bragança, fill de l'anterior i rei de Portugal
16. 1831-1834: Pere I de Bragança, fill de l'anterior, emperador del Brasil i rei de Portugal
17. 1828-1866: Miquel I de Bragança, germà de l'anterior i rei de Portugal
18. 1826-1853: Maria II de Bragança, filla de Pere I i reina de Portugal
19. 1853-1861: Pere II de Bragança, fill de l'anterior i rei de Portugal
20. 1889-1908: Carles I de Bragança, fill de l'anterior i rei de Portugal
21. 1908: Lluís Felip de Bragança, fill de l'anterior